# غدة صنوبرية
الغدة الصنوبرية (بالإنجليزية: Pineal gland) هي غدة صغيرة في تجويف الدماغ. تفرز الميلاتونين، وهو هرمون يساعد على ضبط عمل جسم الإنسان ويساعد على النوم. وتأخذ شكل حبة الصنوبر الصغيرة.

## الموقع
تقع ضمن تجويف عظمي في جمجمة الإنسان أسفل الدماغ، خلف الغدة النخامية، وهي بحجم حبة البازلاء (7.2 ملم في الإنسان). ولون الغدة الصنوبرية رمادي مائل إلى الحمرة وتظهر واضحة غالبا في الأشعة التلفزيونية (X-ray) للجمجمة.

## البناء والتكوين
الغدة الصنوبرية (وتسمى أيضًا جسم الصنوبر أو المخروط) عبارة عن بنية دماغية منتصف زوجية مخروطية الشكل (ومن هنا جاء الاسم). لونها رمادي محمر وحجمها تقريبًا مثل حبة الأرز (5-8 مم) عند الإنسان. تشكل جزءًا من تحت المهاد. وهي مرتبطة ببقية الدماغ بساق صنوبري. الطبقة البطنية للساق الصنوبري متصلة مع الصوار الخلفي ، والأصم الحنفي الظهري مع اللحمة العنانية.

#### إمداد الدم:
على عكس معظم أجزاء الدماغ عند الثدييات، فإن الغدة الصنوبرية ليست معزولة عن الجسم بواسطة حاجز الدم الدماغي؛ بل لديها تدفق غزير للدم، يحتل المرتبة الثانية بعد الكلى، حيث يتم تزويدها بالدم من الفروع المشيمية للشريان الدماغي الخلفي.

#### إشارات واردة:
تحصل الغدة الصنوبرية على:
- إشارات واردة سمبتاوية من العقدة العنقية العلوية.[7]
- إشارات واردة باراسيمبتاوية من العقدتين الجناحية الحنكية والأذنيتين.[8]
- وفقًا لبحوث أجريت على الحيوانات، تقوم عصبونات العقدة ثلاثية التوائم التي تشارك في إشارات ببتيد المنشط لأدينيلات النخامية في الغدة النخامية بإسقاط أليافها على الغدة الصنوبرية.[8]

## التشريح

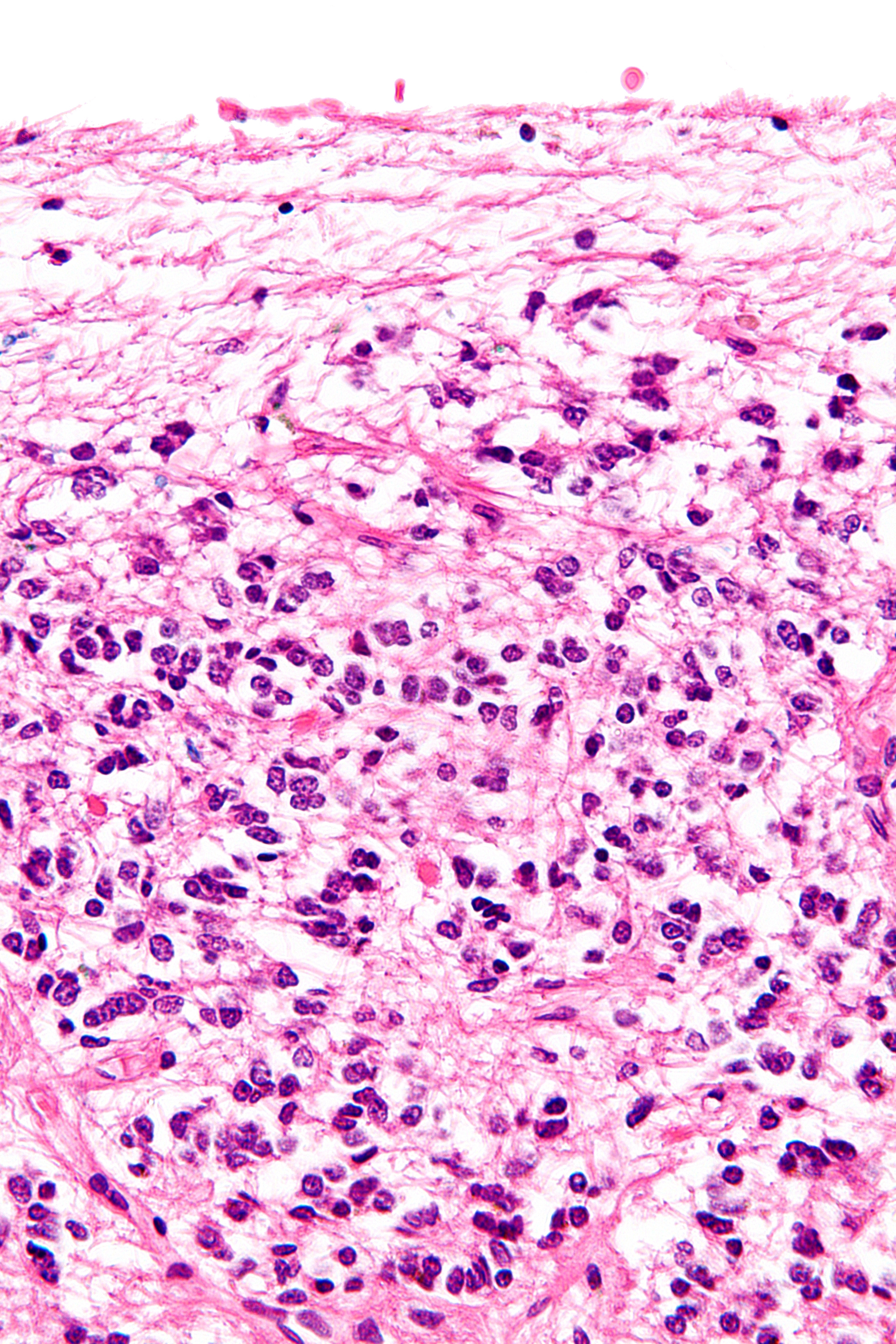
صورة مجهرية للغدة الصنوبرية الطبيعية – تكبير عالي جدًا

الغدة الصنوبرية هي أحد مناطق الدماغ التي لا تحوي على الحاجز الدموي الدماغي، وذلك لتسهيل إفراغ هرمونات هذه الغدة إلى الدم.

## الوظيفة
ارتبط اسم الغدة الصنوبرية في قديم الزمان بمركز الروح البشرية، ولكن في الوقت الحالي ما زالت الغدة الصنوبرية موضع أبحاث. وقد تم إثبات مايلي: هي مسؤولة عن الحالة النفسية المتغيرة عند الإنسان، ومسؤولة عن تنظيم الوقت، وعن الحالة الجنسية . فقد لوحظ أن تخريب المنطقة يؤدي إلى البلوغ المبكر. وهي تعمل أيضاً على منع الأكسدة بواسطة مادة الميلاتونين التي تفرزها مباشرة في الدم وذلك بعد تعرض الجسم للظلام، وبصفة خاصة أثناء النوم. الميلاتونين يمنع تشكل الأورام السرطانية.

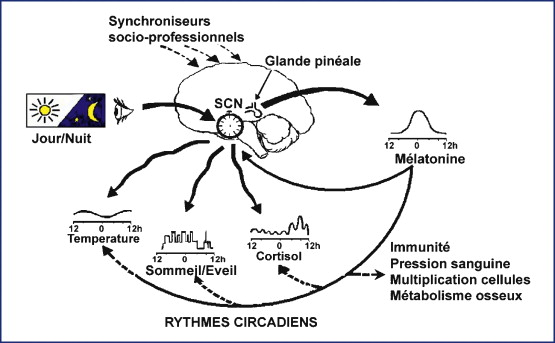
رسم تخطيطي يوضح دور الغدة الصنوبرية (Pineal gland) في دورة النهار/الليل في الإيقاعات البيولوجية المختلفة للجسم

## الهرمونات التي تفرزها

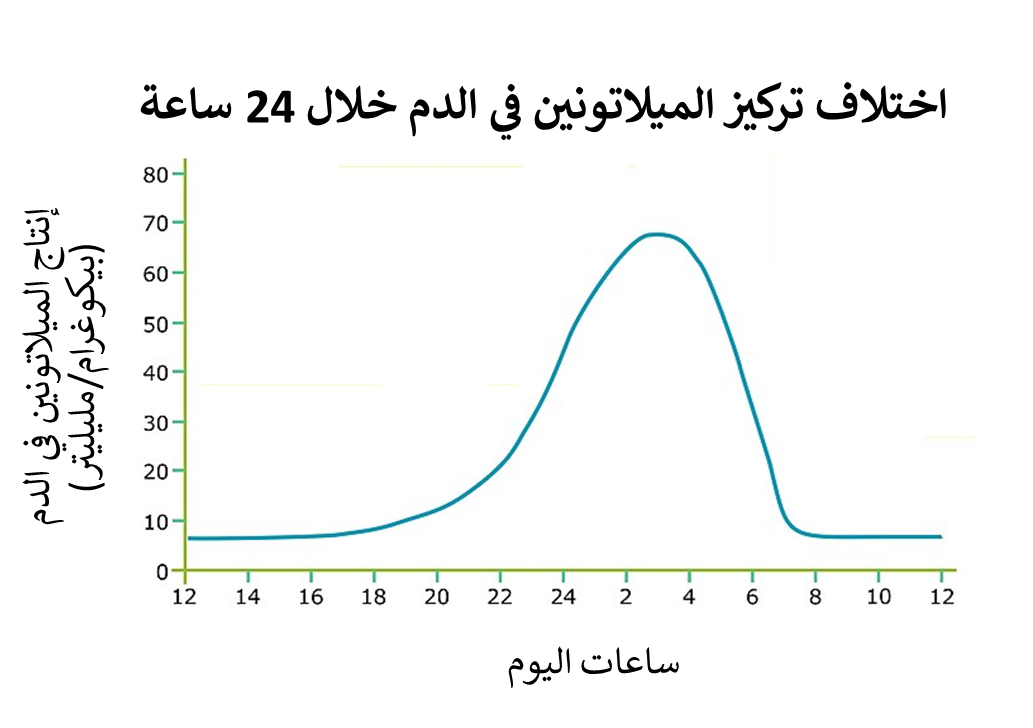
اختلاف تركيز الميلاتونين في الدم خلال 24 ساعة

تفرز الغدة الصنوبرية هورمونًا يسمى الميلاتونين. ويتنوع إنتاج هذا الهورمون تبعًا لفترات النور والظلام في البيئة حيث يفرز في وقت الليل. وتقع الغدة في معظم الطيور والأسماك والزواحف في مؤخرة الرأس تحت الجلد تمامًا، ولذلك فهي تستجيب مباشرة للضوء الذي يخترق الجلد. وتقع الغدة الصنوبرية بالقرب من مركز الدماغ في الثدييات بما فيها الإنسان. وهي تحصل على المعلومات عن الضوء في البيئة المحيطة عن طريق الممرات العصبية الناشئة بالعين. وعمومًا فإن الضوء يُبطئ إنتاج الغدة الصنوبرية من الميلاتونين، والظلام يُنشِّطه. ولذا تميل الغدة إلى إفراز كميات صغيرة من الميلاتونين أثناء النهار، وكميات كبيرة بالليل. يحفظ إفراز الغدة للميلاتونين في معظم الفقاريات الحيوان متزامنًا أو متوافقًا مع البيئة. وتعيش معظم الحيوانات تحت ظروف يتغير فيها طول النهار ودرجة حرارة البيئة على مدار العام. وللحفاظ على حياتها لابد لها أن تتوالد في وقت محدد من العام، وهو في العادة الربيع أو أوائل الصيف. أما النسلُ فسيجد الفرصة لينمو قويًا كي يبقى على قيد الحياة في أول شتاء له. والغدة الصنوبرية هي التي تقتفي آثار الأطوال المتغايرة للنهار. فعن طريق الميلاتونين الذي تفرزه، تُرسل معلوماتها هذه إلى الجسم، فتحدث الاستجابات التكاثرية الملائمة. وقد ارتبط الميلاتونين في الإنسان ببلوغ الحُلُم.

## أقسام الجهاز العصبي المركزي

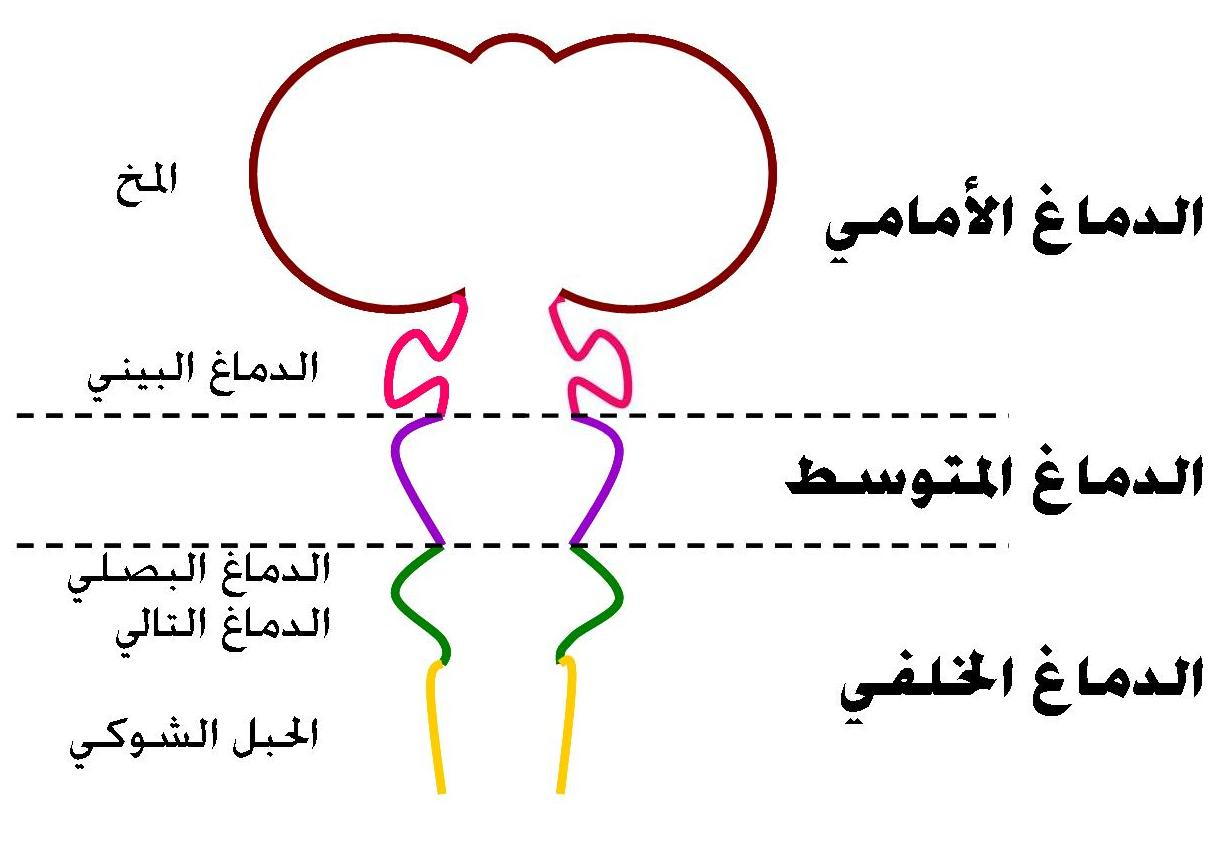
التكوين الجنيني للدماغ ويلاحظ الأقسام الرئيسية لدماغ الكائنات الفقارية

| جهاز عصبي مركزي | دماغ      | دماغ أمامي | الدماغ الانتهائي (المخ)                                                              | دماغ شمي Rhinencephalon، أميغدالا = لوزة عصبية Amygdala، حصين، قشرة جديدة، بطينات جانبية                      | دماغ شمي Rhinencephalon، أميغدالا = لوزة عصبية Amygdala، حصين، قشرة جديدة، بطينات جانبية                      |
| جهاز عصبي مركزي | دماغ      | دماغ أمامي | دماغ بيني                                                                            | مهيد Epithalamus، مهاد، الوطاء أو تحت المهاد، مهاد تحتاني Subthalamus، غدة نخامية، غدة صنوبرية، البطين الثالث | مهيد Epithalamus، مهاد، الوطاء أو تحت المهاد، مهاد تحتاني Subthalamus، غدة نخامية، غدة صنوبرية، البطين الثالث |
| جهاز عصبي مركزي | دماغ      | دماغ متوسط | سقف (تشرح عصبي) Tectum، سويقة مخية Cerebral peduncle، برتيكتوم Pretectum، مسال دماغي | سقف (تشرح عصبي) Tectum، سويقة مخية Cerebral peduncle، برتيكتوم Pretectum، مسال دماغي                          | |
| جهاز عصبي مركزي | دماغ      | دماغ خلفي  | دماغ تالي                                                                            | المخيخ، الجسر                                                                                                 | |
| جهاز عصبي مركزي | دماغ      | دماغ خلفي  | دماغ بصلي                                                                            | النخاع المستطيل                                                                                               | |
| جهاز عصبي مركزي | نخاع شوكي |            |                                                                                      | | |

## صور إضافية

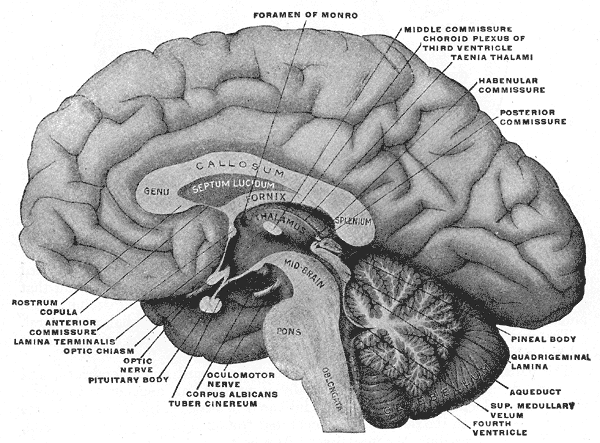
الجانب الوسطي من مقطع في الدماغ مأخوذ من جهة المستوى السهمي الوسطي (المحوري).
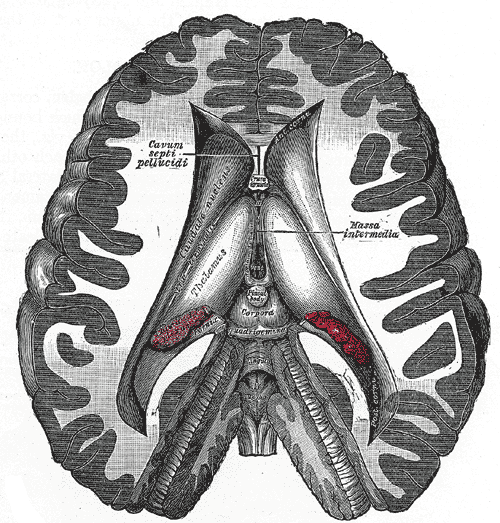
تشريح يظهر بطينات الدماغ.
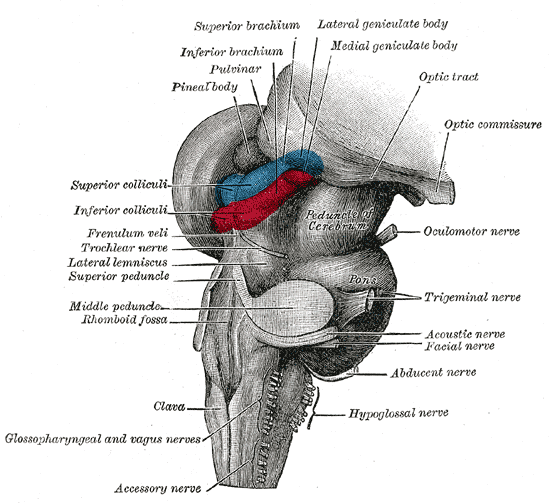
مظهر خلفي-جانبي للدماغ المؤخر (الخلفي) والدماغ المتوسط.
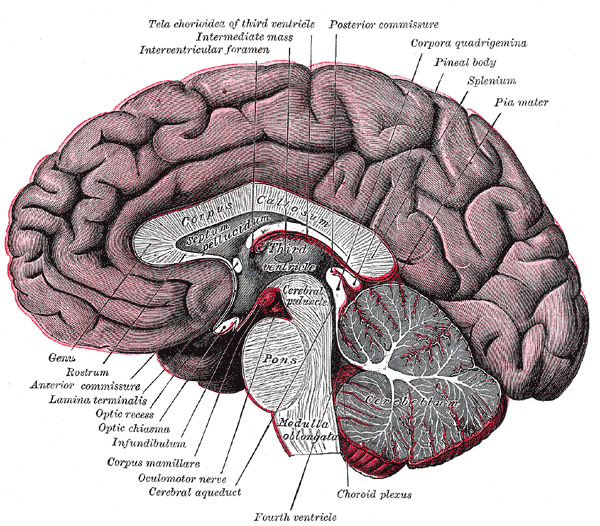
مقطع محوري سهمي للدماغ.

## مواقع خارجية
- الصور مأخذة من موقع: http://rad.usuhs.edu/medpix/medpix.html?mode=image_finder&action=search&srchstr=pineal&srch_type=all#top نسخة محفوظة 12 يونيو 2010 على موقع واي باك مشين.
- http://isc.temple.edu/neuroanatomy/lab/atlas/pdhn/